# Casa Ramon Argemí
La Casa Ramon Argemí és un edifici del centre de Terrassa situat al carrer de la Font Vella, inclòs a l'Inventari del Patrimoni Arquitectònic de Catalunya.

## Descripció
És un habitatge unifamiliar entre mitgeres, de planta rectangular, format per planta baixa i dos pisos. Al primer pis hi ha un balcó de dues obertures i al segon pis tres finestres balconeres. La façana, de composició simètrica, mostra elements decoratius de tipus senzill. La planta baixa ha estat totalment transformada a causa de la instal·lació d'un comerç: en destaca la llinda amb perfil metàl·lic vist i amb motius florals encastats, posteriorment pintada. Les obertures són arrodonides a les cantonades. L'edifici es corona amb un terrat situat al damunt de cambres d'aire circulars.

## Història
La Casa Ramon Argemí va ser realitzada per l'arquitecte Salvador Soteras i Taberner l'any 1908.